# Angélica Fuselli
Angélica Felisa Fuselli Duffy (Buenos Aires, 11 de febrero de 1899 - Buenos Aires, 16 de agosto de 1977) fue una escritora, periodista y política  demócrata cristiana argentina. Una de las fundadoras en Argentina de la Obra Cardenal Ferrari de la Compañía de San Pablo, del Instituto Grafotécnico. y del Centro Femenino de Cultura Cívica. Cofundadora y presidenta de la Asociación de Escritoras y Publicistas Católicas (ASESCA), participó activamente en los pasos iniciales del Partido Demócrata Cristiano.

## Biografía
Angélica Fuselli fue la quinta de siete hijos del matrimonio del  médico argentino José Ángel Fuselli y de María Ana Duffy, naturales de Carmen de Areco, provincia de Buenos Aires, Argentina. Nunca se casó ni tuvo hijos
Estudió en el Centro de Estudios Religiosos para Señoras y Señoritas, dirigida por Delfina Bunge de Gálvez donde estudió materias vinculadas a lo religioso, como Dogma, moral, liturgia, etc., mantuvo una relación cercana con Margarita Abella Caprille, Elena Isaac Boneo e incluso una joven María Rosa Oliver.
Su primer libro data de 1929.[cita requerida]
Ejerció el periodismo para la Revista Criterio, donde estrecharía una larga amistad con su director, Mons. Gustavo Franceschi, y junto con Oscar Puiggros
Angélica Fuselli fue colaboradora asidua del Centro Blanca de Castilla que animaba Mons. Franceschi, del Centro de Estudios Religiosos –denominado más tarde Instituto de Cultura Religiosa Superior- y otros foros católicos junto con Raquel Adler, Mila Forn entre otras escritoras católicas.  Fue delegada de la Argentina ante la Comisión Interamericana de Mujeres

### Obra Cardenal Ferrari
Cuando en 1927 llegaron a Buenos Aires los miembros del instituto secular católico La Compañía de San Pablo (C.S.P) fundado en 1920 por el presbítero Juan Rossi con la aprobación del Cardenal Carlos Andrés Ferrari quien fuera Arzobispo de Milán, llamados paulinos, Angélica Fuselli tomó contacto con ellos y fue una de las fundadoras la Obra Cardenal Ferrari dedicada a grupos católicos de Boys scout y se estructuró la Acción Católica Argentina.

### Instituto Grafotécnico
El 24 de mayo de 1934 fue cofundadora del Instituto Grafotécnico considerado como la primera escuela de periodismo de América Latina inspirada en la Encíclica Rerum Omnium Perturbationem de Pío XI que aspira a que las obligaciones periodísticas: "No corrompan la verdad ni la desvirtúen, con el pretexto de no herir al adversario”. "Cuiden la forma y la belleza del idioma”. "Presenten sus pensamientos con expresión tan luminosa y agradable que torne gustosa la verdad para sus lectores”. "Sepan rechazar los errores y oponerse a la improbidad de los malvados en tal forma que eche bien de ver su recta intención y el espíritu de caridad que los anima.”

### Centro Femenino de Cultura Cívica y Política
Fuselli integró también el grupo iniciador del Centro Femenino de Cultura Cívica y Política (CFCCP) junto a Elisa del Campillo, Beatrix Gallardo de Ordóñez (hija de Ángel Gallardo y esposa de Manuel V. Ordóñez), entre otras y lo presidió varios años.

### Asociación de Escritoras y Publicistas Católicas
En diciembre de 1939 Angélica Fuselli participó de la fundación de la  Asociación de Escritoras y Publicistas Católicas (ASESCA) junto a un grupo de destacadas escritoras, entre otras Sara Mackintach, Sara Montes de Oca de Cárdenas y Lucrecia Sáenz Quesada de Sáenz, se reunieron en la que entonces era la Abadía de San Benito, en el barrio porteño de Palermo, y con el asesoramiento y la bendición del abad benedictino argentino Andrés de Azcárate OSB.
Fuselli fue presidente de ASESCA durante tres períodos bien conocida por su presencia infatigable en todos los campos de la cultura y del quehacer profesional. [cita requerida]
Al grupo inicial se fue uniendo un núcleo calificado de escritoras, entre las que además de Angélica Fuselli figuraron las señoras Delfina Bunge de Gálvez, Concepción Solveyra de Victorica y las señoritas Magdalena Fragueiro Olivera, Cornelia Groussac,  Mercedes y Josefina Molina Anchorena,  Sofía y Esther Sierra Victorica y María Raquel Adler.

### Lucha por los derechos de la mujer
En 1945 Angélica Fuselli escribió una declaración escrita a mujeres argentinas llamada "A las mujeres de mi país", describiendo el nuevo papel internacional de las mujeres en el período de posguerra. En este documento en impreso por la Comisión Interamericana de Mujeres (CIM) Fuselli conectó eventos internacionales como la fundación de las Naciones Unidas en San Francisco y su reconocimiento de los derechos de las mujeres con los crecientes deberes cívicos de las mujeres en Argentina argumentando que las mujeres argentinas no deben desconectarse de los movimientos mundiales, sino que deben asumir más responsabilidades para obtener derechos en el hogar.

### Partido Demócrata Cristiano
En diciembre de 1955 Angélica Fuselli participó como líder del recién fundado Partido Demócrata Cristiano de la Argentina en una convención nacional en Córdoba en la que fue elegido como primer presidente de ese partido el Dr. José Antonio Allende. En esa convensión también estuvo integrada por Lucas Ayarragaray (h), Manuel Vicente Ordóñez, Juan T. Lewis, Francisco Eduardo Cerro, Juan C. Ricci, Ricardo Dussel, José A. Millán, Carlos Imbaud y Guillermo López. Al mismo tiempo emitió una declaración de principios, dio a conocer un programa y redactó una carta orgánica federalista, de centro.
En 1962, con Beatrix Gallardo de Ordóñez y otras amigas, fundó el Movimiento Mujeres ¡Alerta!, para la formación cívica femenina, que dio por concluida su acción con los comicios de 1963.

### Club Gente de Prensa
Angélica Fuselli participó también en el Club Gente de Prensa. Asociación fundada en 1963 por un grupo de periodistas de inspiración católica. El primer presidente fue el contador Luis Gl Montoya, de la Obra Cardenal Ferrari y la Compañía de San Pablo, entidades a las que Fuselli integró.

## Obra escrita

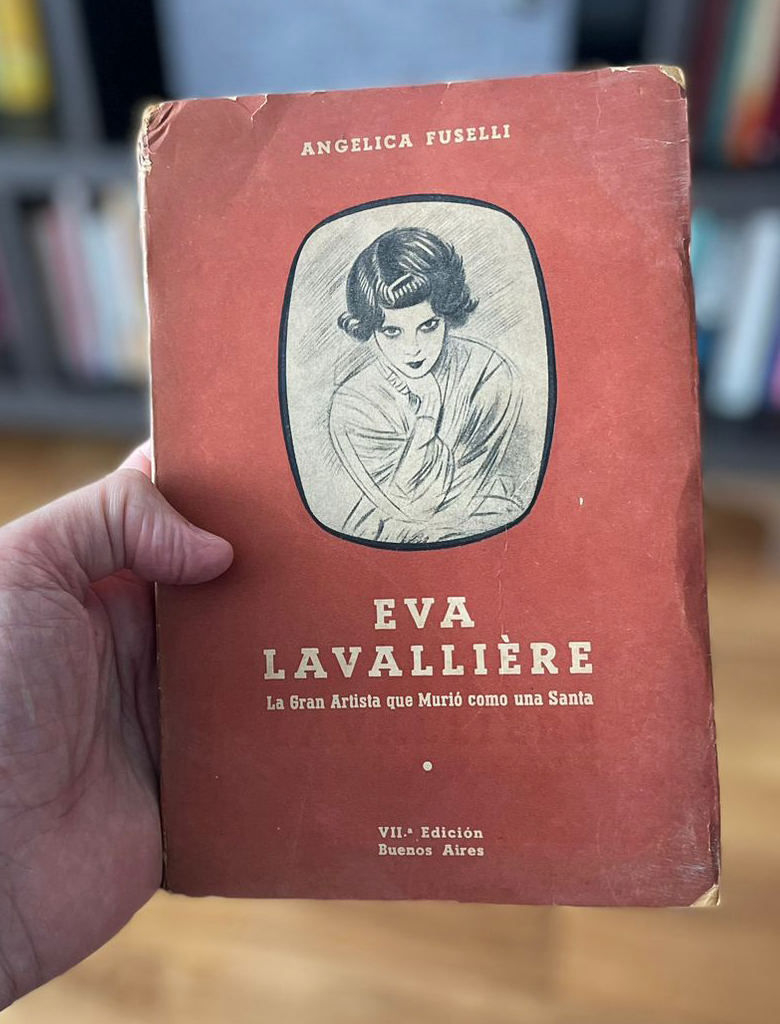
Portada del libro "Eva Lavalliere" de Angélica Fuselli.

Entre sus obras escritas cabe destacar:
- “Matrimonio y divorcio”  Coautora junto con Delfina Bunge y Natalia Montes de Oca, entre otras. Editorial EFAS, Buenos Aires, 1924[14]
- “Historia poética de Nuestra Señora del Nahuel Huapi” 1944[15]
- “Eva Lavallière, Gran Artista Que Murió Como Santa.” 1943
- “Cruz Del Sur. Nahuel Huapi”  Colección Melipal, 1944
- “Nahuel Huapi” Colección Melipal
- “Ecos De La Conferencia de San Francisco”
- “La Campana De San Ignacio”
- “A cuentos... Poesías”
- “Itinerario Hacia El Rubi 1929-1969. Antología Poética”